# Víctor Pablo Pérez

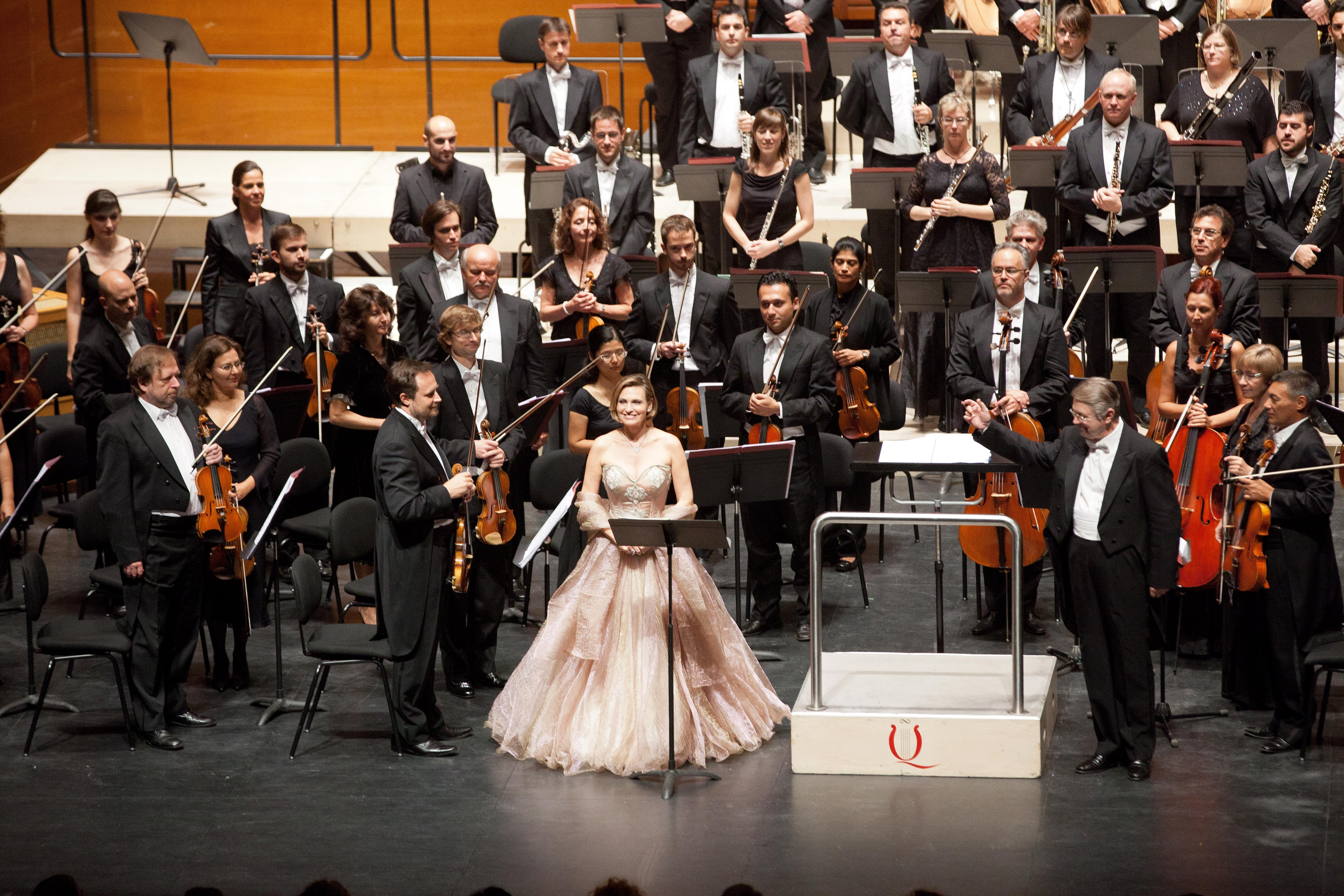
Víctor Pablo amb l'orquestra simfònica de Galícia i Ainhoa Arteta, al Kursaal, durant la Quinzena Musical de Sant Sebastià de 2013.

Víctor Pablo Pérez (Burgos 15 de març de 1954) és un director d'orquestra espanyol. Va ser guardonat el 1999 amb la Medalla d'Or al Mèrit en les Belles Arts, que atorga el Ministeri de Cultura d'Espanya.

## Trajectòria
Va realitzar els seus estudis musicals al Reial Conservatori Superior de Música de Madrid i a la Hochschule für Musik und Theater München (Escola Superior de Música i Teatre de Múnic). El seu primer treball professional va ser com a pianista del Cor Nacional d'Espanya durant més de dos anys.
Entre 1980 i 1988 va ser director titular i artístic de la Orquestra Simfònica d'Astúries, que partia gairebé des de zero i que va ser la precedent de l'Orquestra Simfònica del Principat d'Astúries. El 1987, a partir del lliurament dels Premis Príncep d'Astúries, el director Jesús López Cobos el va portar com a director convidat de l'Orquestra Nacional d'Espanya (ONE). Des d'aquí va saltar a la direcció de l'Orquestra Simfònica de Tenerife (OST) entre 1986 i 2005, que va simultanejar un temps amb la direcció de l'Orquestra Simfònica de Galícia (OSG) (1993 - 2013).
Ha col·laborat de manera habitual amb el Teatre Real de Madrid, el Gran Teatre del Liceu de Barcelona, o el Festival Mozart de La Corunya i en diversos festivals internacionals de música com el de Canàries, Peralada, Granada, Santander, Schleswig-Holstein, Festival Bruckner de Madrid, el festival d'òpera Rossini (ROF), el Festival de San Lorenzo del Escorial o la Quinzena Musical de Sant Sebastià.
Al setembre de 2013 va ser designat director titular i artístic de l'Orquestra i Cor de la Comunitat de Madrid (ORCAM), que té la seu en el Teatro de la Zarzuela.
Amb motiu del dia internacional de la música el 24 de juny de 2017, el Centre Nacional de Difusió Musical va promoure la celebració d'una marató musical en el qual Víctor Pablo va dirigir aquest dia a l'Auditori Nacional de Madrid 9 simfonies novenes (Garay, Haydn, Mozart, Beethoven, Schubert, Dvorak, Bruckner, Mahler i Xostakóvitx) amb cinc orquestres diferents (La Simfònica de Madrid, la de la Comunitat, la Nacional, la Jove Orquestra Nacional (JONDE) i la de Radiotelevisió Espanyola.

## Distincions[7]
- Premi Ojo Crítico de Radio Nacional de España (1990)
- Premi Ondas (1992)
- Premi Ondas a la labor més notòria en música clàssica, amb l'Orquestra Simfònica de Tenerife. (1996)
- Premi Nacional de Música (1995)
- Medalla d'Or a les Belles arts (1999)
- Director Honorari de l'Orquestra Simfònica de Tenerife (2006)
- Director Honorari de l'Orquestra Simfònica de Galícia (2013)
- Fill Adoptiu de la ciutat de Santa Cruz de Tenerife i de l'Illa de Tenerife
- Medalla d'Or de Canàries (2006)
- Acadèmic corresponent de les Reials Acadèmies de Belles Arts de Sant Ferran (Madrid) i Nosa Señora do Rosario (Galicia-La Corunya).